# Knjige u 941.
◄◄ | ◄ | 939. | 940. | 941. | 942.  | 943. | 944. | 945. | ► | ►►
Astronomija • Knjige • Književnost • Kršćanstvo • Pravo • Promet
Knjige u 942.

## Svijet
- Liu Xu objavio je Staru knjigu Tanga, knjigu o povijesti dinastije Tang.[1]

## Vanjske poveznice
|  | Zajednički poslužitelj ima još gradiva o temi Knjige iz 941. |